# آنا لاموت
آنا لاموت (بالإنجليزية: Anne Lamott) مواليد 10 أبريل 1954 في سان فرانسيسكو، هي روائية أمريكية.

## روابط خارجية
- آنا لاموت على موقع IMDb (الإنجليزية)
- آنا لاموت على موقع إن إن دي بي (الإنجليزية)
- آنا لاموت على موقع قاعدة بيانات الفيلم (الإنجليزية)